# SPF-18
SPF-18 é um filme norte-americano de comédia romântica e amadurecimento de 2017, dirigido por Alex Israel em sua estreia como diretor. Israel coescreveu o roteiro com Michael Berk. O filme é estrelado por Carson Meyer, Noah Centineo, Bianca A. Santos, Jackson White, Molly Ringwald e Rosanna Arquette, e é narrado por Goldie Hawn.

## Enredo
Gabriela Korzen, de 18 anos, é obcecada por filmografia, pois desde criança era a única maneira de se aproximar da mãe, uma atriz de Hollywood. Ela acabou de se formar no ensino médio e está ansiosa para os próximos quatro anos na Northwestern.
Johnny ainda está lidando com a perda de seu pai, quando lhe pedem para cuidar da casa de um amigo (o próprio Keanu Reeves). O amigo diz para ele "curtir" e convidar amigos para ficarem na casa, que é muito luxuosa e perto da praia. Johnny então convida Penny, que é sua namorada, e sua prima de espírito livre, Camilla.
Sabendo que Penny ainda não perdeu a virgindade com Johnny, ela sugere uma "refação do baile". Penny e Johnny fazem sexo naquela noite. Após a refação, Camilla avista uma pessoa nadando nua na praia. Sem o conhecimento dela, a pessoa é Ash Baker, um cantor country que saiu de sua agência após tentar mudar sua imagem.

## Elenco
- Carson Meyer como Penny Cooper[3]
- Noah Centineo como Johnny Sanders Jr.
- Bianca A. Santos como Camilla Barnes
- Jackson White como Ash Baker
- Sean Russel Herman como Steve Galmarini
- Rosanna Arquette como Linda Sanders
- Molly Ringwald como Faye Cooper
- Keanu Reeves como ele mesmo
- Pamela Anderson como Olga Przylipiak
- Goldie Hawn como narradora

## Produção
As filmagens ocorreram em Malibu, Califórnia, em maio de 2015. O filme foi lançado no iTunes em 29 de setembro de 2017 e disponibilizado no Netflix em outubro de 2017.

## Recepção
No Rotten Tomatoes, o filme tem 2 avaliações; ambas são negativas.